# Ortodoksyjny Zakon Obrońców Bożego Grobu
Początki Bractwa Obrońców Bożego Grobu datują się na IV wiek, wiek zwycięstwa chrześcijaństwa w 313 r. i ufundowania przez cesarzową św. Helenę i cesarza św. Konstantyna Kościoła Bożego Grobu w 326 r. Z początku nosił on nazwę Zakonu Spoudaeoi (studious, zelotów, rycerzy), lub Spoudaeoi Zmartwychwstania Jezusa Chrytusa. Jego członkowie z początku należeli tylko do mnichów. Z czasem mnisi stróże Kościoła Bożego Grobu w Jerozolimie musieli stawiać opór islamskim najeźdźcom. Obrońców Bożego Grobu zaczęła obowiązywać religijna reguła św. Bazylego. Opiekunem tych jerozolimskich mnichów był patriarcha Jerozolimy. Po odbiciu z rąk muzułmanów Ziemi Świętej przez łacińskich krzyżowców w 1099 r. Gotfryd z Bouillon, władca Królestwa Jerozolimy utworzył zakon Ordo Canonicorum Regularium Custodum Sacrosant Sepulchri Domini Hierosolymitani i powołał przy nim kapitułę rycerzy. Podlegali oni zwierzchnikowi kościoła łacińskiego w Ziemi Świętej, czyli biskupowi Jerozolimy. W czasach stacjonowania łacinników w Palestynie (do XIII wieku) do ich podstawowych obowiązków należało oprowadzanie pątników, obrona Grobu Chrystusa oraz uczestniczenie w wyprawach przeciw niewiernym. Kapituła składała się z duchownych i rycerzy, jednak szybko dominującą rolę zaczęli odgrywać kapłani.
Po upadku Królestwa Jerozolimy, zakon rozwijał się w Europie, a siedzibą przeora generalnego stała się Perugia. W Europie bożogrobcy szerzyli kult Grobu Pańskiego i nabożeństwa pasyjne oraz prowadzili działalność charytatywną. 
Po upadku Konstantynopola w 1453 r. patriarcha Jerozolimski Atanazy przybył do Konstantynopola do Mohameda II i otrzymał od niego dokument potwierdzający zwierzchność Prawosławnego Bractwa Obrońców Bożego Grobu nad świętymi miejscami Ziemi Świętej. W tym czasie zaś bractwo łacińskie przeżyło poważny kryzys. Papież Innocenty VIII w 1489 r. inkorporował bożogrobców do zakonu joannitów (Kawalerów Maltańskich). Zakon bożogrobców został zniesiony w większości krajów europejskich, przetrwał jednak m.in. w  Hiszpanii i Polsce. Na świecie zakon przez kilka wieków wegetował. Odżył dopiero po reaktywacji łacińskiego Patriarchatu Jerozolimy w 1847 r. Został zreformowany przez św. Piusa X w 1907 r. i następnie przez Piusa XII w 1940 r.
Przez wieki obrońcy Bożego Grobu kontynuowali opiekę nad Bożym Grobem, dzieląc się przy tym z Kościołem ormiańskim i łacińskim. Prawosławni rycerze Bożego Grobu byli prawnie uznani także przez władze tureckiego Imperium. Bractwo Rycerskie Prawosławnych Bożogrobców G Ιερά Αγιοταφιτική Αδελφότης odnowiło swoją konstytucję w trakcie mandatu brytyjskiego w Palestynie w 1925 i zostało usankcjonowane po II wojnie światowej prawem jordańskim nr 227, z 16 stycznia 1958 r., regulującym władzę i kapitułę nad jego członkami.

## Ortodoksyjne Bractwo Rycerskie Obrońców Bożego Grobu współcześnie
Obecnie prawosławny patriarcha Jerozolimy Teofil III jest „Mistrzem, Przewodniczącym, Gubernatorem i Hegemonem” mniszego Bractwa Bożego Grobu i rycerskiej kapituły prawosławnych Obrońców Bożego Grobu. Protektorem bożogrobców jest patriarcha Konstantynopola Bartłomiej I. Odznaką bożogrobców jest krzyż grecki złoty zawieszany na czerwonej wstędze. Wśród rycerzy są prezydent USA: John F. Kennedy, prezydenci Rosji: Władimir Putin i Borys Jelcyn, prezydent Republiki Białorusi Alaksandr Łukaszenka, był nim patriarcha moskiewski i całej Rusi Aleksy II.

## Bożogrobcy łacińscy współcześnie
Obecnie rycerski zakon bożogrobców jest stowarzyszeniem duchownych i świeckich, nie związanych ślubami zakonnymi, działa w 40 krajach, a jego wielkim mistrzem jest kardynał Fernando Filoni. Bożogrobcy aktywnie wspierają katolików w Ziemi Świętej np. dotują w około 50% zwyczajny budżet patriarchy łacińskiego Jerozolimy. Utrzymują i prowadzą w Ziemi Świętej blisko 100 szkół podstawowych i zawodowych, do których mogą uczęszczać dzieci niezależnie od pochodzenia i wyznawanej wiary.